# Schizophragma hypoglaucum
Schizophragma hypoglaucum är en hortensiaväxtart som beskrevs av Alfred Rehder. Schizophragma hypoglaucum ingår i släktet Schizophragma och familjen hortensiaväxter. Inga underarter finns listade i Catalogue of Life.